# Evan Osnos
Evan Lionel Richard Osnos (Londra, 24 dicembre 1976) è un giornalista e scrittore statunitense.

## Biografia
Figlio di Peter Osnos, corrispondente del Washington Post a Mosca, è laureato ad Harvard.
Corrispondente da Pechino, nel 2008 riceve insieme ai colleghi del Chicago Tribune il premio Pulitzer per il miglior giornalismo investigativo. Dal 2008 collabora con il The New Yorker.
Ha scritto Age of Ambition: Chasing Fortune, Truth, and Faith in the New China (2014), Joe Biden: The Life, the Run, and What Matters Now (2020) e Wildland: The Making of America's Fury (2021).
È sposato con Sarabeth Berman.